# Мосье, Скотт
Скотт Мосье (англ. Scott Mosier; род. 5 марта 1971, Ванкувер, Вашингтон, США) — американо-канадский кинопродюсер, монтажёр, подкастер и актёр, известный по работе с режиссёром Кевином Смитом.

## Биография
Родился в городе Ванкувер, штат Вашингтон. В детстве часто переезжал из-за работы отца. В 10 лет переехал в Ванкувер, Канада. С Кевином Смитом Мосье познакомился в Ванкуверской школе кино. Они стали близкими друзьями, и впоследствии Мосье спродюсировал большинство его работ.

## Фильмография
- 1994 — Клерки — продюсер, монтажер, актер
- 1995 — Лоботрясы — продюсер, актер
- 1997 — В погоне за Эми — продюсер, монтажер, актер
- 1999 — Догма — продюсер, монтажер, второй режиссёр, актер
- 2001 — Джей и Молчаливый Боб наносят ответный удар — продюсер, монтажер, второй режиссёр, актер
- 2004 — Девушка из Джерси — продюсер, монтажер
- 2006 — Клерки 2 — продюсер, актер
- 2008 — Зак и Мири снимают порно — продюсер